# Багаторядні кораблі
Багаторядні кораблі — кораблі з кількома рядами весел. Саме такі кораблі становили основу військових флотів античного Середземномор'я.

## Причини появи
Слід відмітити, що хоч гребні кораблі використовувалися протягом довгого часу в багатьох регіонах, але багаторядники набули масового поширення лише в античні часи на Середземному морі. Зрозуміло, що розташовані в кілька рядів весла збільшують потужність гребної тяги корабля, однак в інших місцях та в інші часи для цього зазвичай використовували збільшення кількості гребців на одному веслі, а не збільшення кількості весел та розташування їх рядами. Відповідно античні багаторядники є специфічним феноменом викликаним певними специфічними умовами епохи та регіону.
Середземне море — внутрішнє, воно має порізану берегову лінію, в нього вдаєть 4 великих півострови, а саме воно всіяне численними островами. Усе це дозволяло плавати від берега до берега, зазвичай можна було орієнтуватися за видимими орієнтирами, наприклад горами — перш ніж з поля зору пропадав один, вже було видно наступний. Самі подорожі були зазвичай каботажними плаваннями — день моряки проводили в морі, але на ніч приставали до берега. Також слід відмітити, що парусне озброєння тих часів було вельми недосконале і кораблі могли пливсти лише під вітрилом лише за попутного вітру. Усе це сприяло плаванням на веслах — адже корабель з багатьма гребцями міг пливти так само швидко як під вітрилом, але при цьому не залежав від попутного вітру. Постійні зупинки допомагали розв'язати основну проблему кораблів з великими екіпажами — забезпечення водою та продовольством. Тож можна сказати, що Середземне море було ідеальним місцем для гребних суден і саме вони були основним типом військових кораблів регіону протягом багатьох тисячоліть.
Однією з найяскравіших особливостей військових кораблів античності були тарани як головна протикорабельна зброя. Наявність тарана та орієнтована на його використання тактика значно вплинула на кораблебудування, оскільки ставило до кораблів ряд вимог:
- по-перше, корабель мав бути повороткий та здатний до швидких маневрів;
- по-друге, корабель повинен мати максимальну швидкість, оскільки саме від цього залежить сила його удару, причому важливою була не лише максимальна швидкість, але й час за який корабель може до неї розігнатися;
- захист від ворожого удару.

Щоб збільшити швидкість треба було збільшити кількість весел, однак починаючи з рівня пентеконтер це викликало ряд проблем. Кожна додаткова пара весел вимагала збільшення довжини корабля, що в свою чергу погіршувало його маневрові властивості. Окрім того, існуючі тоді технології та матеріали значною мірою обмежували максимальну довжину судна. Розрахунки показують, що для збудованого з дерева за давньосередземноморськими технологіями корабля критичною була довжина близько 35 метрів. Тобто вже пентеконтери наблизилися до неї. Протягом усієї історії багаторядників довжина масових кораблів коливалася критичних межах 30-45 метрів. З одного боку технологія не дозволяла будувати більші кораблі, а з іншого боку гонка озброєнь вимагала виходу на ці небезпечні для них межі. В будь-якому разі кораблі більше певних розмірів вимагали спеціального посилення конструкції що робило їх важчими і зводило нанівець користь від додаткових весел. Не маючи можливість збільшити довжину і ширину корабля давні корабельники знайшли вихід — вони збільшили висоту корабля і почали розташовувати весла в кілька рядів.

## Гребці
Розташуванні весел в кілька рядів вимагає від гребців значного професіоналізму, оскільки нечітка робота призведе до того, що весла різних рядів заважатимуть одне одним. Внаслідок цього в античні часи гребці практично завжди були професійними моряками. Наприклад в Афінах хоч гребців і набирали з найбідніших громадян, яким було не по кишені гоплітське озброєння, але платили цим морякам стільки ж, як і гоплітам — представникам середнього класу. Також слід зауважити, що навігація гребних суден на Середземному морі була сезонна — кораблі плавали лише в теплу пору, а на час зимових штормів їх витягали на берег. У цей час моряків розпускали по хатах. В густонаселених приморських містах було простіше та надійніше набрати вірних державі громадян в моряки на час військової кампанії, аніж покладатися на недосвічених та ненадійних рабів, які до того ж були б зайняті лише на флоті тільки частину року. Лише в часи імперії римляни почали скільки-небудь широко використовувати на флоті рабів та полонених, але й тоді вони складали меншість, а самі такі випадки були незвичними.

## Типи кораблів та проблема багаторядності
Якщо в Давній Греції класичного періоду були відомі дво- та трирядні кораблі — біреми та трієри, то пізніше, в часи елінізму з'явилися більші кораблі. Флот Карфагену та Риму часів пунічних воєн складався з кораблів назви яких перекладають як чотири- та п'ятирядники. Ці кораблі римляни називали тетрери чи квадріреми та пентери чи квінквереми відповідно. Більше того, згадуються флагманськ шести- і семирядні кораблі — гептери та септери. Є в джерелах згадки про семи-, восьми-, дев'яти- і так до шістандцятирядних кораблів — октер, еннер, децемрем, седецимрем тощо. Також відорма розповідь Афінея з Навкратіса про найбільший корабель античності збудований за наказом одного з Птолемеїв — тессераконтеру, що мало б перкладатися як «сорокарядник». За свідченням Афінея, екіпаж корабля становили 4 тисячі гребців та 3 тисячі воїнів.
Неможливо сприймати назви кораблів буквально, адже з технічного боку кораблі з дійсно великою кількістю рядів весел неможливі. Наприклад в легендарного сорокарядника весла верхнього ряду мали б бути близько 40 метрів завдовжки, а відстань від отвору в борті для весла до води по прямій складалаб щонайменше 15 метрів. Не підтверджують існування жахливих багаторядників і зображення — досі не знайдено жодного античного зображення на якому достовірно було б показано більш як три ряди весел. Тож конструкція розташування весел на кораблях більших за трієру є гіпотетичною. Найімовірнішим є наступне пояснення — в назвах відображалася не кількість весел, а кількість веслярів на одну веслову секцію борту. Тобто квадрірема це не чотирирядник, а корабель де на одну секцію припадає чотири гребці. Непрямим підтвердженням цієї гіпотези є той факт, що за свідченням одного з римських істориків пентеру (п'ятирядник) було дешевше спорядити веслами ніж трієру — тобто весел вона мала менше, а гребців на них відповідно було більше. Логічно уявити, що на великих кораблях на одне весло припадав не один гребець, а по 2-3 веслярів. Слід однак зазначити, що обмежена ширина масових кораблів античності не давала можливості піти шляхом простого збільшення кількості людей на одному веслі, як це робили в XV—XVIII столітті на галерах. Під час розкопок Карфагена у військовому порту було знайдено корабельні сараї, в яких, згідно з джерелами, стояв флот міста, що складався з квадрирем та квікверем. Ширина цих сараїв менше 5 метрів, а судна звісно були ще вужчі — в кораблі таких розмірів неможливо посадити більше 3 людей на весло.